# آبشار کریج لیک
آبشار کرایگ (به انگلیسی: Craig Lakes Falls) آبشاری است که در واشنگتن، ایالات متحده آمریکا واقع شده و ارتفاع کلی ریزشگاه آن ۴۰۰ فوت (۱۲۰ متر) است.